# Tune Andersen
 Der er for få eller ingen kildehenvisninger i denne artikel, hvilket er et problem. Du kan hjælpe ved at angive troværdige kilder til de påstande, som fremføres i artiklen.

Tune Andersen, født i 1958, er en københavnsk fotograf og billedkunstner.
Tune Andersen var fra starten af sin kunstneriske karriere under indflydelse af stilretningen Staged Photography (dansk: ”Iscenesat Fotografi”), som først i 1980érne bredte sig fra USA til den europæiske kunstscene.
Han debuterede på Charlottenborgs Forårsudstilling i 1987 med den selvironiske portrætserie "Cromagnon", hvor han præsenterede sig selv som fortabt hulemand i en svensk ødemark. Siden da har han i sin billedkunst ofte undersøgt det han selv kalder ”Det Menneskelige Vilkår”, i sammenstødet mellem skønhed, forfald, seksualdrift, skam og død.
Teknisk benytter Tune Andersen sig hyppigst af det sort/hvide fotografi, som han efterbearbejder med oliefarve, lakker eller sågar asfalt.
Siden 2011 har Tune Andersen sideløbende med sit fotografiske virke udviklet hvad han selv beskriver som "taxidermiske skulpturer": Han har lært sig selv at konservere og udstoppe mindre dyr, fugle og fisk, og rariteterne, der som oftest er sammensat af dele fra forskellige donorer, præsenteres i dragende tableauer i en slags dioramaer af glas, messing og træ. Disse værker blev præsenteret første gang i en større skala i foråret 2016 på solo udstillingen "Sine Missione" på Krydsfelt Skive Kunstmuseum.
Året før, i januar 2015, havde Tune Andersen den specielle oplevelse, at en mindre forsmag på udstillingen i 11. time blev censureret og stoppet af den københavnske galleriejer, der ellers havde aftalt at vise en serie af værkerne. Han fik pludselig kolde fødder, og frygtede at de taxidermiske skulpturer skulle vække anstød blandt hans stampublikum.
Hans billeder er blandt andet repræsenteret i kunstsamlinger hos:
- Statens Kunstfond
- Bibliothèque nationale de France, Paris
- Det Nationale Fotomuseum, København
- Museet For Fotokunst, Odense
- Portrætsamlingen, Frederiksborg Slots Museum, Hillerød
- Skive Kunstmuseum
- Vejle Kunstmuseum